# Orthonama effluata
Orthonama effluata là một loài bướm đêm trong họ Geometridae.